# Álvaro Vázquez
Álvaro Vázquez García, né le 27 avril 1991 à Badalone, est un footballeur espagnol évoluant au poste d'attaquant au CE Sabadell, en prêt du Sporting Gijón.

## Biographie
Le 10 juillet 2019, Vázquez signe au Sporting de Gijón.
Le 12 janvier 2021, Vázquez est prêté au CE Sabadell pour le reste de la saison. 